# Józef Konieczny (polityk)
Józef Konieczny (ur. 15 stycznia 1914 w Kruszewni, zm. 13 lipca 1995) – polski rolnik i działacz ludowy, poseł na Sejm PRL VI kadencji.

## Życiorys
Uzyskał wykształcenie podstawowe. W 1946 wstąpił do Stronnictwa Ludowego, a w 1949 wraz z nim do Zjednoczonego Stronnictwa Ludowego, w którym był prezesem koła, wiceprezesem Gromadzkiego Komitetu, a także zasiadał w Powiatowym oraz w Wojewódzkim Komitecie partii. W latach 1961–1971 pełnił funkcję wiceprezesa PK ZSL w Poznaniu.
W latach 1952–1960 był księgowym w Rolniczej Spółdzielni Produkcyjnej w Kruszewni, a od 1960 do 1977 pełnił w tejże RSP funkcję przewodniczącego zarządu. Zasiadał w Powiatowej Radzie Rolniczych Spółdzielni Produkcyjnych oraz w Radzie Centralnego Związku RSP, był także przewodniczącym Komisji Oświaty Centralnego Związku RSP. Przez wiele lat był radnym Gromadzkiej Rady Narodowej, gdzie przewodniczył Komisji Rolnictwa, Leśnictwa i Gospodarki Wodnej. W 1969 został radnym Wojewódzkiej Rady Narodowej, a w 1972 uzyskał mandat posła na Sejm PRL w okręgu Szamotuły. W Sejmie zasiadał w Komisji Górnictwa, Energetyki i Chemii.
Został pochowany na cmentarzu parafialnym w Szamotułach.

## Odznaczenia
- Złoty Krzyż Zasługi
- Srebrny Krzyż Zasługi
- Medal za Długoletnie Pożycie Małżeńskie (pośmiertnie, 1995)[2]